# إيفان بيجيلتك
إيفان بيجيلتك، هو لاعب كرة قدم كرواتي يلعب لنادي القادسية الكويتي في دوري فيفا الكويتي. سبق وإن لعب لنادي الفحيحيل الكويتي.